# Maria Sundbom
Maria Sundbom (Uppsala, 19 mei 1975) is een Zweedse actrice.

## Biografie
Sundbom is lid van het theatergezelschap Uppsala City Theatre in Uppsala.
Sundbom begon in 2005 met acteren in de miniserie Lasermannen, waarna zij nog enkele rollen speelde in televisieseries en films.

## Filmografie

### Films
- 2019 Kungen av Atlantis - als moeder van de tandarts
- 2017 Exfrun - als Vera
- 2016 Flickan, mamman och demonerna - als Siri
- 2007 Solstorm - als Sanna Strandgård

### Televisieseries
Uitgezonderd eenmalige gastrollen.
- 2020 Dejta - als Ella - 8 afl.
- 2019 Innan vi dör - als Lena - 8 afl.
- 2019 Störst av allt - als Lena Pärsson - 6 afl.
- 2018 Det som göms i snö - als Ann-Marie Wendel - 8 afl.
- 2016 Fröken Frimans krig - als Gerda Strid - 3 afl.
- 2015 Arne Dahl: Mörkertal - als Terese - 2 afl.
- 2013 Barna Hedenhös uppfinner julen - als Nanny - 24 afl.
- 2011 The Bridge - als Sonja Lindberg - 6 afl. .
- 2006 LasseMajas detektivbyrå - als Gunborg - 22 afl.

- Nationale Bibliotheek van Israël: 987007414388405171
- Virtual International Authority File: 2732154923697763780005
- WorldCat: E39PBJmdrRVT9Hq3YXHBDGF9Xd